# Jan Smolík
Jan Smolík (* 24. prosince 1942 Lipník nad Bečvou) je bývalý český cyklista.
Vítěz Závodu míru v roce 1964; vyhrál tři etapy a v cíli měl na druhého v pořadí Güntera Hoffmanna z NDR náskok sedm a tři čtvrtě minuty. V jednadvaceti letech byl historicky nejmladším vítězem závodu. Startoval i na Letních olympijských hrách 1964 v Tokiu v silničním závodě jednotlivců, kde dojel na 71. místě, a na Letních olympijských hrách 1968 v Mexico City, kde byl dvacátý třetí.. Vyhrál závod Praha - Karlovy Vary - Praha 1963, mistrovství ČSSR v silničním závodě jednotlivců 1965, Velkou cenu L'Humanité 1966, na závodě Okolo Rakouska 1967 byl čtvrtý, na Tour Bohemia byl druhý v roce 1970 a vyhrál v roce 1971.
Jeho sportovní kariéra je spojena s armádním sportovním oddílem Dukla Brno, kde později působil také jako trenér. Po odchodu do důchodu působí jako traťový komisař na Masarykově okruhu. Český olympijský výbor mu udělil v roce 2014 Cenu fair play.

## Umístění na Závodu míru
- 1963 - 38. místo
- 1964 - 1. místo (vyhrál 5., 7. a 8. etapu)
- 1965 - 49. místo
- 1966 - 9. místo (vyhrál 11. etapu)
- 1967 - 4. místo (vyhrál 1. a 3. etapu)
- 1968 - nestartoval (uvolněn z reprezentace, aby se mohl připravovat na olympiádu)
- 1969 - nestartoval (Československo závod bojkotovalo na protest proti okupaci)
- 1970 - 14. místo